# McDonnell Douglas X-36

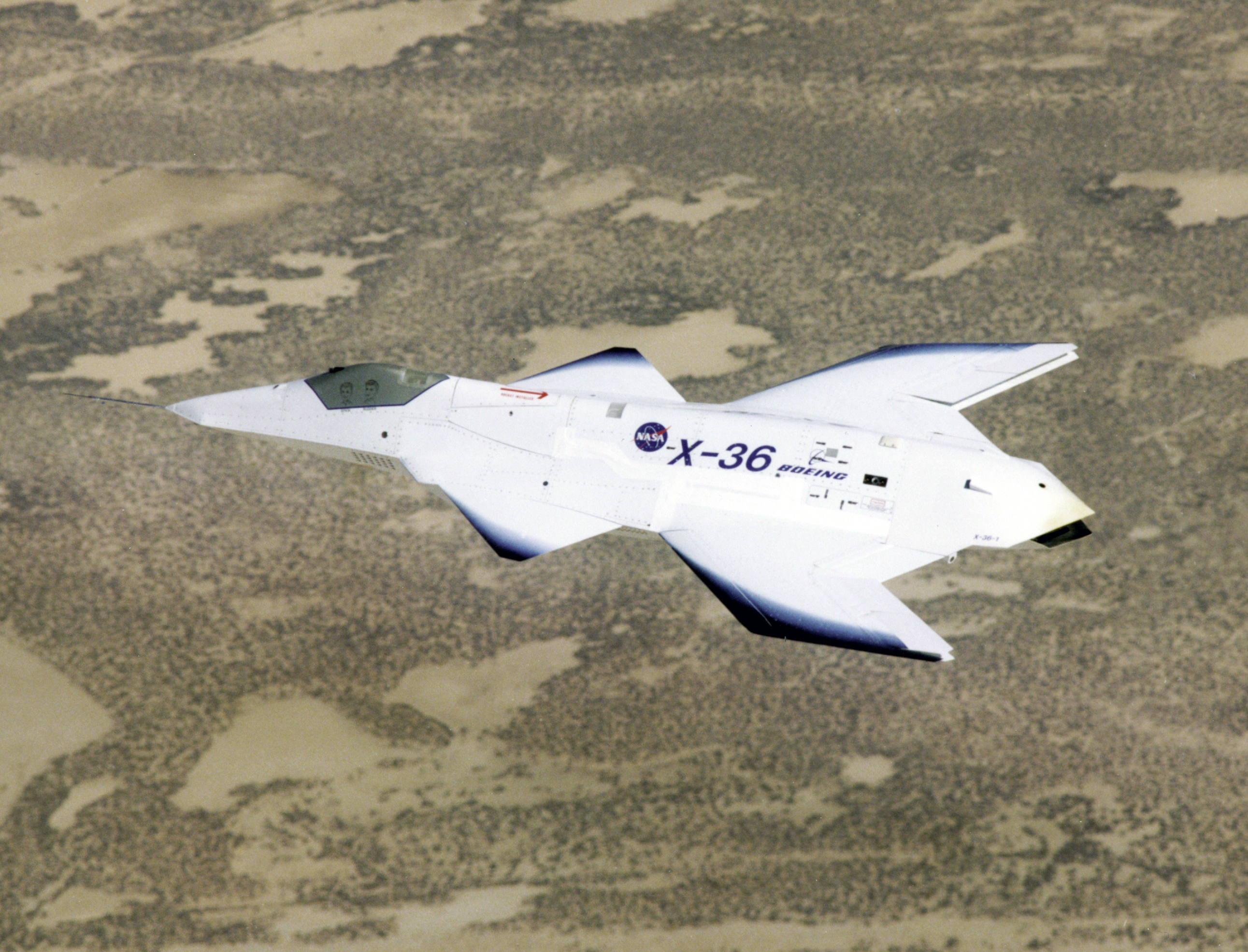
McDonnell Douglas X-36 in vlucht

De McDonnell Douglas X-36 (soms: Boeing X-36) is een prototype straaljager ontwikkeld om te vliegen zonder de gebruikelijke staartvinnen gebruikt op de meeste vliegtuigen.
De X-36 werd gebouwd op schaal en werd bestuurd door een piloot die op de grond in een virtuele cockpit zit. Er zat een camera in de neus van het vliegtuig om de piloot zicht te verschaffen. Omdat er geen staartvinnen gebruikt werden, werd de relatieve stabiliteit gehandhaafd door de canards. Dit kon niet verhinderen dat de X-36 onstabiel was en een geavanceerd computersysteem nodig was om het vliegtuig stabiel te houden.
De eerste vlucht met een X-36 werd gemaakt op 17 mei 1997 en er werd in het totaal 31 keer succesvol gevlogen. Allebei de X-36s die ooit gemaakt zijn staan sinds 2003 in het museum.
X-1 · X-2 · X-3 · X-4 · X-5 · X-6 · X-7 · X-8 · X-9 · X-10 · X-11 · X-12 · X-13 · X-14 · X-15 · X-16 · X-17 · X-18 · X-19 · X-20 · X-21 · X-22 · X-23 · X-24 · X-25 · X-26 · X-27 · X-28 · X-29 · X-30 · X-31 · X-32 · X-33 · X-34 · X-35 · X-36 · X-37 · X-38 · X-39 · X-40 · X-41 · X-42 · X-43 · X-44 · X-45 · X-46 · X-47 · X-48 · X-49 · X-50 · X-51 · X-53 · X-57 ·  X-59